# سیارک ۹۶۱۵
سیارک ۹۶۱۵ (به انگلیسی: 9615 Hemerijckx، نامگذاری:1993BX13) نه هزار و ششصد و پانزدهمین سیارک کشف شده‌است که در ۲۳ ژانویه ۱۹۹۳ کشف شد.
قدر مطلق سیارک برابر ۱۸.۶ است.